# مارینا لیسوگور
مارینا لیسوگور (انگلیسی: Marina Lisogor؛ زادهٔ ۱۱ مهٔ ۱۹۸۳) ورزشکار اسکی صحرانوردی اهل اوکراین است.وی همچنین از اسکی‌بازان اسکی صحرانوردی در بازی‌های المپیک زمستانی ۲۰۱۴ بوده است.